# Stone (cantante)
Stone es el nombre artístico de Annie Gautrat, una cantante y actriz francesa, nacida en Paris el 31 de julio de 1947. Se caracteriza por verla en dúo musical "Stone et Charden", junto a Eric Charden quien años después pasa a ser su marido. En 1966, comienza su carrera en música y canciones de tipo yeyé.

## Biografía
Annie Gautrat es hija de Daniel Mothé (alias Jacques Gautrat), quien es conocido por su compromiso con el grupo político "Socialisme ou Barbarie", en Francia. En 1966 ella es la ganadora de un concurso llamado Miss Beatnik, una competencia en que Eric Charden era miembro del jurado; después, se casaron ambos en el mismo año.
Gautrat comenzó su carrera como cantante, bajo el seudónimo de nombre artístico "Stone", donde se destaca su peinado (similar al músico Brian Jones, miembro, cantante y fundador de los Rolling Stones). Una de sus primeras canciones fue "Seul", que el nombre original era Norwegian Wood, donde varios artistas anterior y posteriormente lo habían interpretado como; Sergio Mendes, Herbie Mann, Buddy Rich, Arjen Anthony Lucassen, Count Basie, P.M. Dawn, Herbie Hancock, Waylon Jennings, José Feliciano, Tangerine Dream entre otros, pero originalmente la canción era interpretada por cantantes de The Beatles.
Gautrat tuvo un hijo en 1972 llamado Baptista, y es el mismo año en que ella formó un dúo musical junto a su marido Eric Charden, hasta 1975 donde ambos se separan y de divorciaron. Ella participó en el escenario donde el musical era compuesto por su exmarido, Eric Charden y escrita por Guy Bontempelli, Mayflower. Aquí se encontraban otros como Rivault Pascale (compañero de Charden), Christine Delaroche, Patrick Topaloff, Ken Gregory (futuro miembro de "Heartache"), Roland Magdane Roger Miremont y Mario Alba (futuro esposo de Stone). 
A principio de los años 80s, ella actuó en un teatro "El mejor trabajo del mundo", junto a Charlotte Julian. Después, Gautrat se volvió a casar nuevamente pero esta vez con Mario Alba, con quien tuvo dos hijos, Martin y Margarita. El dúo Stone et Charden, se volvió a formar nuevamente a finales de 1990 en programas de televisión y galas francesas. El éxito mayor para este grupo fue en 1997, cuando se publicó un CD con varias recopilaciones de Stone. Mientras tanto, Stone siguió su carrera en el teatro, también el espectáculo de 3 Jeanne.
En enero de 2012, fue nombrada junto a Eric Charden, Caballeros de la orden de la legión de honor, y en abril de 2012, el dúo lanzó un CD , Made in France (portadas francesas de dúos famosos). Fue un gran éxito que tuvo Stone, que se sigue recordando como una de las mejores cantantes yeyé junto a France Gall, Clothilde, entre otras. También se la recuerda entre mejores éxitos de dúos musicales.

### Discografía
| Año  | Face A / Face B                                                                                                   | Discográfica                     |
| 1966 | Le jour, la nuit (You Won't See Me) - Seul (Norwegian Wood (This Bird Has Flown)) / C’est ma vie - J’aurai raison | Polydor                          |
| 1966 | Problèmes (Problems) - Fille ou garçon / Notre génération - Les framboises                                        | Polydor                          |
| 1967 | Pour une fille c’est différent - Garde ton sang-froid / Je marche - La musique                                    | Polydor                          |
| 1967 | Baby Stone - Perdue dans un couloir / L’antiquité - Pluie de cristal                                              | Polydor                          |
| 1967 | Vive la France - Buffalo Bill ^ / Auguste le chat - Le nénuphar                                                   | Polydor                          |
| 1968 | Je reviens chez moi - Fifi la puce / Patati et patata - C’est le marchand d’eau                                   | Machine Music / Polydor          |
| 1968 | La complainte des enfants / Mon polochon                                                                          | Polydor                          |
| 1969 | Bonjour la vie / Monsieur Julien                                                                                  | Polydor                          |
| 1970 | Goût, j’ai du goût / La paquerette noire                                                                          | Disc' AZ                         |
| 1971 | Le seul bébé qui ne pleure pas (C’est celui qu’on est en train de faire) (avec Éric Charden) / Le roi de la lune  | AMI Records                      |
| 1975 | Je, tu, il, nous, vous, les autres / Je, tu, il, nous, vous, les autres (instrumental) con el grupo Électrogène   | Gérard Tournier                  |
| 1976 | Nos jeunes années / Une dernière chanson pour toi                                                                 | Charles Talar Records            |
| 1977 | J’ai un bien gros chagrin d’amour / La dose de rock and roll                                                      | Charles Talar Records            |
| 1978 | Demande au disc’jockey / La musique qui vient d’Amérique                                                          | Sonopresse / Pathé-Marconi / EMI |
| 1979 | Équilibre / C’est pas nouveau la vie est belle                                                                    | Sonopresse / Pathé-Marconi / EMI |
| 1980 | Allez mon mari… / Baptiste                                                                                        | Sonopresse / Pathé-Marconi / EMI |
| 1981 | J'ai toujours chanté des chansons d'amour / La semaine                                                            | Charles Talar Records            |
| 1986 | Candy / Y’a d’la brume                                                                                            | Charles Talar records / Pathé    |

## Álbum recopilatorio
| Año  | ALBUM            | Discográfica       |
| 1972 | Baby Stone       | Polydor            |
| 1978 | 10 années après… | Disques Sonopresse |
| 1998 | Stone age 2.0    | Universal Music    |
| 2002 | Vive la France   | CD Malin           |

## Filmografía
- 1985 : Le téléphone sonne toujours deux fois de Jean-Pierre Vergne
- 2004 : Les Gaous de Igor Sékulic
- 2006 : Préjudices, série TV (temporada 1, episodio 107, Intrusion) : Annie de Alba

## Teatro
- 1975 : Mayflower, comedia musical de Éric Charden y Guy Bontempelli
- Le Plus beau métier du monde
- Et ils vécurent heureux
- 2005 : Les 3 Jeanne
- 2008 : Les Monologues du vagin de Eve Ensler, adaptación de Dominique Deschamps
- 2010 : Les Monologues du vagin de Eve Ensler, adaptación de Dominique Deschamps, Teatro des Béliers[4]